# Циммерман, Верена
Верена Циммерман (нем. Verena Zimmermann, официально после замужества — Верена Бонато, нем. Verena Bonato) — нем. Verena Zimmermann) (род. 7 ноября 1979 года в Кёльне) — немецкая актриса.

## Жизнь и карьера
Верена обучалась актёрскому мастерству в актёрских школах Кёльна и Берлина. Постоянно проживает в Кёльне, где родилась и выросла. Снимается на телевидении. Популярность Верена получила благодаря главной роли в мыльных операх «Между нами» и «Запретная любовь». Также Верена снималась с 17 февраля 2009 года (серия 789) по 27 мая 2009 года (серия 850) в теленовелле «Шторм любви». В 2010 году после двухлетней паузы актриса снова вернулась в сериал «Запретная любовь».
В январе 2011 года Верена Циммерман вышла замуж за каскадёра Дино Бонато (нем. Dino Bonato) и взяла его фамилию.

## Фильмография
- 1997—1999: Unter uns
- 2000—2001: St. Angela
- 2000: Herzschlag
- 2001: Die Wache
- 2001: Herzschlag
- 2002: Nesthocker — Familie zu verschenken
- 2002: Küstenwache — Absturz in den Tod
- 2002: Alarm für Cobra 11
- 2002—2005, 2006—2007, 2008, 2010—2012: Verbotene Liebe
- 2004: Hexenjagd
- 2004: Zaubertot
- 2006: Unser Charly
- 2006: WC-Besetzt
- 2008: 112 — Sie retten dein Leben
- 2008—2009: Sturm der Liebe
- 2010: Der Landarzt — Schlechte Gewohnheiten
- 2010: Lady Pochoir
- 2011: Geister all inclusive